# Biserica de lemn din Blejoi
Biserica de lemn din Blejoi este un monument istoric aflat pe teritoriul satului Blejoi, comuna Blejoi. În Repertoriul Arheologic Național, monumentul apare cu codul 130687.